# Saint-Amour-Bellevue

Saint-Amour-Bellevue este o comună din Franța, în departamentul Saône-et-Loire, în regiunea Bourgogne.
Saint-Amour-Bellevue se află în regiunea Beaujolais fiind cea mai nordică dintre cele zece comune din Beaujolais care au fost ridicate la rangul de Grand Cru de către I.N.A.O. (Institut National des Appellations d'Origine).
De la nord la sud aceste comune sunt:
- St-Amour
- Julienas
- Chenas
- Moulin-a-Vent
- Fleurie
- Chiroubles
- Morgon
- Regnie
- Côte de Brouilly
- Brouilly

Aproximativ 400 de hectare de teren sunt plantate cu struguri din varietatea Gamay, dar întâlnim de asemenea și Pinot Noir. Procesul de producție al vinului de aici începe cu macerația carbonică și este finalizat prin fermentare tradițională. Rezultatul obținut în urma aplicării tehnicii de mai sus este un vin cu o mai mare concentrație și complexitate decât cel produs în celelalte comune din Beaujolais.